# Kaltenleutgebner Bahn
| Personenzug im Bhf. Kaltenleutgeben um 1900 |                      |                                                  |                                                  |
| |                      |                                                  |                                                  |
| Streckenlänge: | 6,7 km               |                                                  |                                                  |
| Spurweite: | 1435 mm (Normalspur) |                                                  |                                                  |
| Netzkategorie: | C                    |                                                  |                                                  |
| Maximale Neigung: | 27 ‰                 |                                                  |                                                  |
| Minimaler Radius: | 137 m                |                                                  |                                                  |
| Streckengeschwindigkeit: | 40 km/h              |                                                  |                                                  |
| |                      |                                                  |                                                  |
| \| \| \| Südbahn von Wien HBf \| \| \| \| 0,000 \| Wien Liesing \| Wien Liesing \| \| \| \| Südbahn Richtung Wiener Neustadt \| \| \| \| 1,184 \| EK Wiener Gasse \| EK Wiener Gasse \| \| \| 1,635 \| Perchtoldsdorf \| Perchtoldsdorf \| \| \| 1,663 \| EK Feldgasse \| EK Feldgasse \| \| \| 1,947 \| I. Wiener Hochquellenwasserleitung \| I. Wiener Hochquellenwasserleitung \| \| \| 2,292 \| EK Donauwörther Straße \| EK Donauwörther Straße \| \| \| 2,526 \| Straßenbahn nach Mödling (bis 1967) \| Straßenbahn nach Mödling (bis 1967) \| \| \| 2,746 \| Rodaun (lag auf Perchtoldsdorfer Gemeindegebiet)[1] \| Rodaun (lag auf Perchtoldsdorfer Gemeindegebiet)[1] \| \| \| 2,774 \| EK Hochstraße \| EK Hochstraße \| \| \| 2,838 \| Dürre Liesing \| Dürre Liesing \| \| \| 3,000 \| Gleisanschluss Fa. Kern \| Gleisanschluss Fa. Kern \| \| \| 3,043 \| EK Sonnbergstraße \| EK Sonnbergstraße \| \| \| 3,196 \| Dürre Liesing \| Dürre Liesing \| \| \| 4,10 \| Neumühle \| Neumühle \| \| \| 5,480 \| Gleisanschluss Zementfabrik \| Gleisanschluss Zementfabrik \| \| \| 5,552 \| Waldmühle \| Waldmühle \| \| \| 5,753 \| Streckenende (seit 1959) \| Streckenende (seit 1959) \| \| \| \| Dürre Liesing \| \| \| \| \| EK Hauptstraße \| \| \| \| 6,70 \| Kaltenleutgeben \| Kaltenleutgeben \| |                      |                                                  |                                                  |
| Strecke |                      | Südbahn von Wien HBf                             | Südbahn von Wien HBf                             |
| Bahnhof | 0,000                | Wien Liesing                                     | Wien Liesing                                     |
| Abzweig geradeaus und nach links |                      | Südbahn Richtung Wiener Neustadt                 | Südbahn Richtung Wiener Neustadt                 |
| Bahnübergang | 1,184                | EK Wiener Gasse                                  | EK Wiener Gasse                                  |
| Bahnhof | 1,635                | Perchtoldsdorf                                   | Perchtoldsdorf                                   |
| Bahnübergang | 1,663                | EK Feldgasse                                     | EK Feldgasse                                     |
| Brücke über Wasserlauf | 1,947                | I. Wiener Hochquellenwasserleitung               | I. Wiener Hochquellenwasserleitung               |
| Bahnübergang | 2,292                | EK Donauwörther Straße                           | EK Donauwörther Straße                           |
| Kreuzung mit U-Bahn (Querstrecke außer Betrieb) | 2,526                | Straßenbahn nach Mödling (bis 1967)              | Straßenbahn nach Mödling (bis 1967)              |
| ehemaliger Dienststation / Betriebs- oder Güterbahnhof | 2,746                | Rodaun (lag auf Perchtoldsdorfer Gemeindegebiet) | Rodaun (lag auf Perchtoldsdorfer Gemeindegebiet) |
| Bahnübergang | 2,774                | EK Hochstraße                                    | EK Hochstraße                                    |
| Brücke über Wasserlauf | 2,838                | Dürre Liesing                                    | Dürre Liesing                                    |
| Abzweig geradeaus und ehemals von rechts | 3,000                | Gleisanschluss Fa. Kern                          | Gleisanschluss Fa. Kern                          |
| Bahnübergang | 3,043                | EK Sonnbergstraße                                | EK Sonnbergstraße                                |
| Brücke über Wasserlauf | 3,196                | Dürre Liesing                                    | Dürre Liesing                                    |
| ehemaliger Dienststation / Betriebs- oder Güterbahnhof | 4,10                 | Neumühle                                         | Neumühle                                         |
| Abzweig geradeaus und ehemals von rechts | 5,480                | Gleisanschluss Zementfabrik                      | Gleisanschluss Zementfabrik                      |
| Bahnhof | 5,552                | Waldmühle                                        | Waldmühle                                        |
| | 5,753                | Streckenende (seit 1959)                         | Streckenende (seit 1959)                         |
| Brücke über Wasserlauf (Strecke außer Betrieb) |                      | Dürre Liesing                                    | Dürre Liesing                                    |
| Bahnübergang (Strecke außer Betrieb) |                      | EK Hauptstraße                                   | EK Hauptstraße                                   |
| Betriebs-/Güterbahnhof Streckenende (Strecke außer Betrieb) | 6,70                 | Kaltenleutgeben                                  | Kaltenleutgeben                                  |

Die Kaltenleutgebner Bahn oder auch Kaltenleutgebener Bahn ist eine Nebenstrecke der Südbahn vom Bahnhof Wien Liesing nach Kaltenleutgeben in Niederösterreich. Sie wurde im Jahr 1883 als Localbahn Liesing–Kaltenleutgeben in Betrieb genommen und diente ursprünglich sowohl dem Personen- als auch dem Güterverkehr. Ein Großteil der ursprünglich 6,7 Kilometer langen Strecke führt über Perchtoldsdorfer Gemeindegebiet. In den 1950er Jahren wurde der Personenverkehr eingestellt und der Streckenabschnitt zwischen Waldmühle und Kaltenleutgeben abgetragen. Nach der gänzlichen Einstellung des Zementwerks in Waldmühle wurde die Bahnstrecke per Bescheid des Verkehrsministeriums mit 29. Jänner 2014 als öffentliche Eisenbahn stillgelegt. Anfang 2015 wurde die Strecke von der Immobiliengesellschaft der Gemeinde Perchtoldsdorf gepachtet und 2017 gekauft. Sie soll, vorerst für den Nostalgiezugverkehr, erhalten bleiben. Am 3. September 2017 wurde die Strecke mit einem Sonderzug wiedereröffnet. Seit dem Jahr 2017 ist die Strecke eisenbahnrechtlich eine Anschlussbahn.

## Geschichte

### Konzession

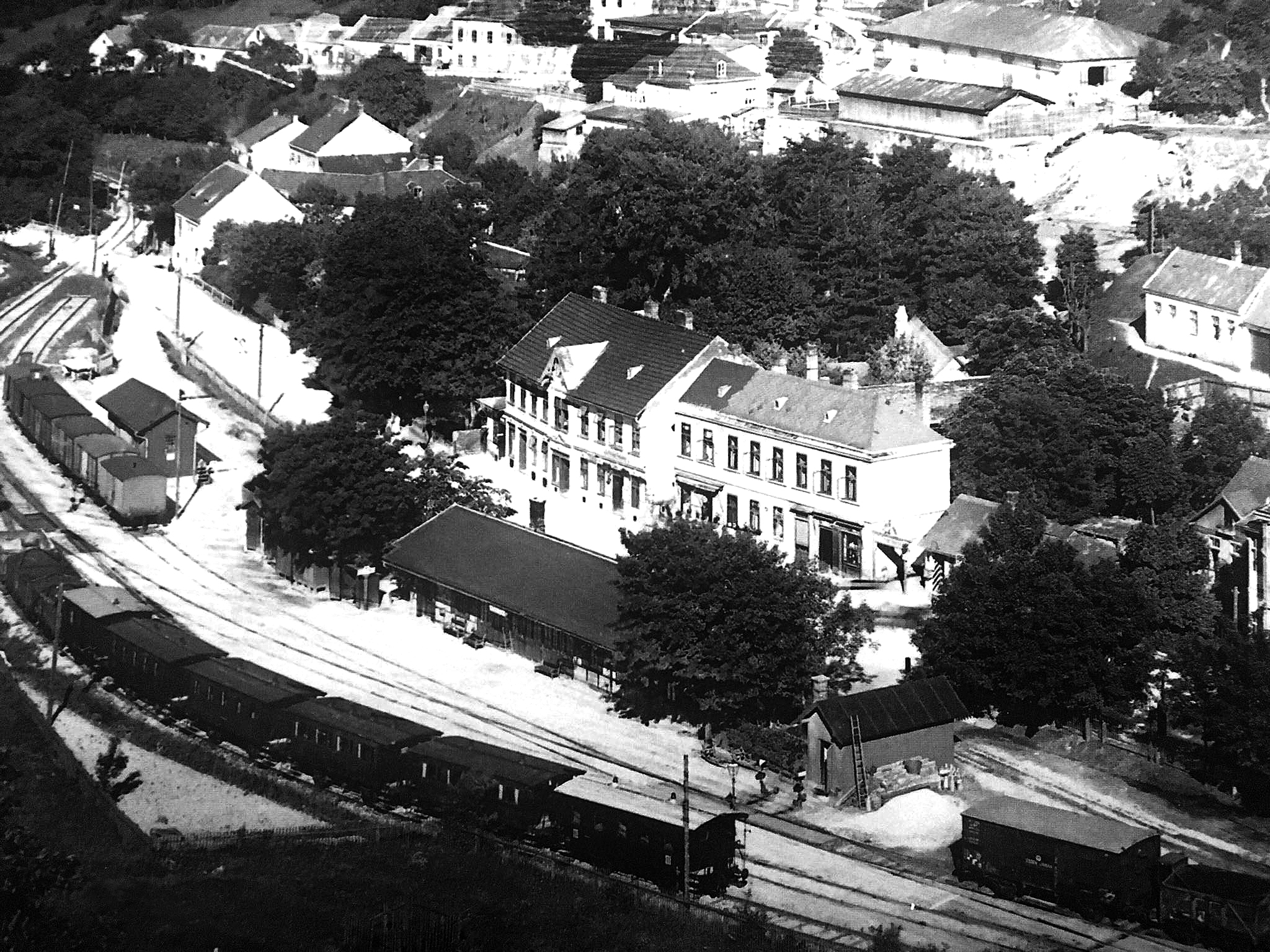
Bahnhof Kaltenleutgeben, ca. 1900

Im Jahre 1880 wurde für Österreich das Localbahn-Gesetz erlassen. Dieses eröffnete bislang nicht oder kaum zum Zuge gekommenen Unternehmen den Einstieg in den als lukrativ erachteten Eisenbahnsektor.
Zunächst war der Münchner Lokomotivfabrik Krauss & Comp. eine Bewilligung zur Vornahme technischer Vorarbeiten bewilligt worden. Jedoch remonstrierte die k.k. privilegierte Südbahngesellschaft (vermutlich aus Sorge um Konkurrenz) erfolgreich, sodass sie im Sommer 1882 nicht nur die Konzession für die Kaltenleutgebener Strecke, sondern auch die Konzession für eine Eisenbahn von Mödling nach Vorderbrühl (Lokalbahn Mödling–Hinterbrühl) einbrachte.
Jedoch erhielt Krauss & Comp.  1882 die Konzession für die Dampfstraßenbahn von Hietzing nach Perchtoldsdorf und 1886 für die Strecke von Perchtoldsdorf nach Mödling. Diese später elektrifizierte Bahn war die Straßenbahnlinie 360, die bis 30. November 1967 geführt wurde und die zwischen 1940 und 1942 zeitweise den stärksten Verkehr aufgewiesen haben dürfte, der in Europa je auf einer eingleisigen Straßenbahnlinie abgewickelt wurde. Züge dieser Straßenbahnlinie, die nur zwischen Mauer und Perchtoldsdorf liefen, trugen die Linienbezeichnung 260.

### Inbetriebnahme, Betrieb

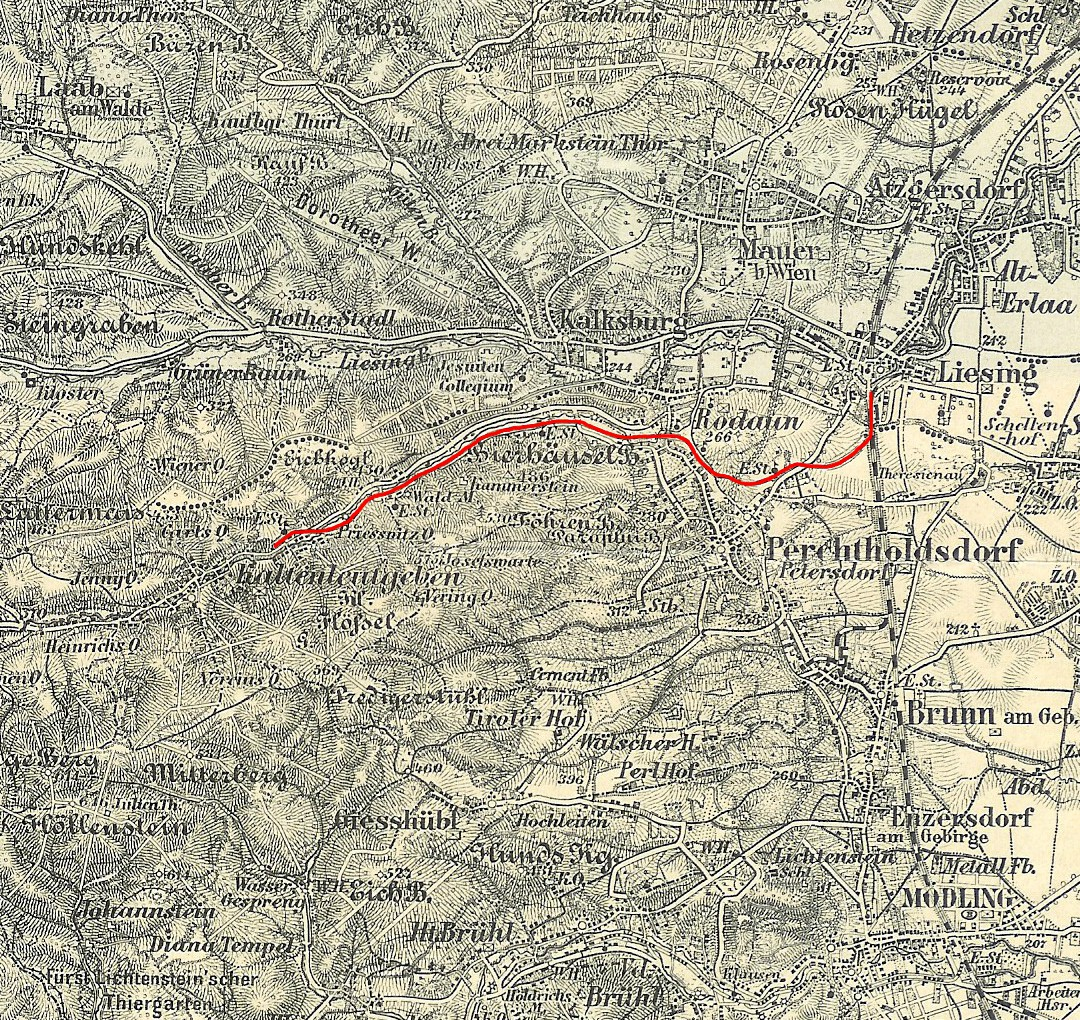
Um 1900: Die Kaltenleutgebner Bahn zwischen Liesing und Kaltenleutgeben.

Mit Erlass vom 4. Oktober 1882 hat das k. k. Handelsministerium das von der Südbahngesellschaft (gemäß § 5 der Konzessionsurkunde) vorgelegte Detailprojekt grundsätzlich genehmigt; die politische Begehung der Strecke wurde von der k. k. Statthalterei für 13. November 1882 festgelegt.
Im Juni 1883 erwartete man die Verkehrsübergabe der Bahn „für die zweite Woche des August“, später wurde die Eröffnung der Strecke für 18. August 1883 angekündigt. Am Nachmittag des 17. August 1883 fand die festliche Probefahrt statt. Die Fahrtdauer betrug dabei, je nach Berichterstattung, 23 bzw. 28 Minuten. — Gemäß Winterfahrordnung der Südbahn verkehrten ab 5. November 1883 täglich „in jeder Richtung sechs Züge“, ein Jahr später bereits sieben. Für wahrscheinlich selbiges Datum wurden für die „Standorte“ Perchtoldsdorf, Rodaun, Waldmühle, sowie Kaltenleutgeben die Namen der „Stationsleiter“ bekannt gegeben. Die Station Neumühle war ursprünglich nur als (Frachten-)Ladestation vorgesehen und wurde erst am 1. August 1884 für den Personenverkehr geöffnet.
Laut Chronik der Marktgemeinde Kaltenleutgeben fand die Bahn so großen Anklang, dass in den Sommermonaten bis zu 23 Zugpaare verkehrten. Man trug sich dabei mit dem Gedanken, die Bahn über Sulz im Wienerwald zur Westbahn zu verlängern. Dazu kam es allerdings nie.
Da Kaltenleutgeben schon um die Jahrhundertwende ein bei den Wienern beliebtes Schigebiet war, war die Kaltenleutgebner Bahn die erste Linie in Österreich, die auch Schier transportierte. Statt einer dafür eigenen Fahrkarte musste man eine Hundekarte lösen. Neben der bis in die 1950er Jahre anhaltenden Bedeutung von Kaltenleutgeben als Stätte des großstadtnahen Wintersports besaß die Bahn zur Erschließung des Gebiets der Dürren Liesing für saisonungebundene Wanderer gleichen, wenn nicht sogar größeren Stellenwert.
Die in Österreich gelegenen Südbahnstrecken, darunter auch Liesing–Kaltenleutgeben, kamen auf Grund des Abkommens von Rom vom 29. März 1923, ab 1. Jänner 1924 in den Pachtbetrieb des Staates Österreich. Gemäß Art. 11 Abs. 2 des Abkommens von Brioni vom 10. August 1942 gelangten sie mit Wirksamkeit vom 6. Juli 1943 in das Eigentum des Deutschen Reiches (Reichseisenbahnvermögen). Letzterer Vertrag wurde im Friedensvertrag mit Italien am 10. Februar 1947 für nichtig erklärt.

### Netzanschluss

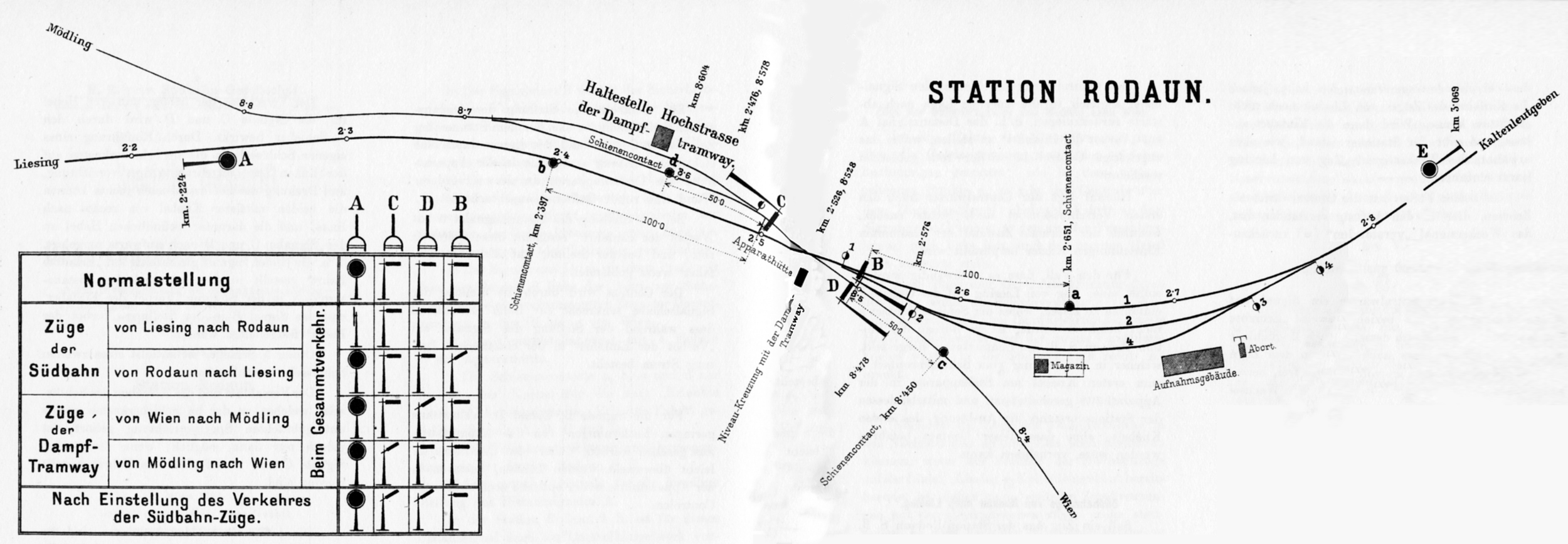
Regelung des Zugverkehrs in der Station Rodaun

Die Kreuzung der Kaltenleutgebner Bahn mit der Straßenbahnlinie 360 (vgl. oben) befand sich im Norden Perchtoldsdorfs kurz westlich der Kreuzung Bahngasse / Donauwörther Straße im Bereich des ehemaligen Bahnhofes Rodaun der Kaltenleutgebner Bahn. Knapp nördlich dieser Kreuzung zweigte ab 1946 ein Gleis von der Straßenbahntrasse in den Bahnhof Rodaun ab. Über dieses Gleis wurden auch nach der Einstellung der Straßenbahnlinie bis 1977 Straßenbahnwagen in das Gleisnetz der Wiener Linien überstellt bzw. von dort übernommen. Diese Wagen wurden im Werk des Unternehmens Gräf & Stift in Atzgersdorf erbaut oder repariert und wurden von dort zunächst über die Schleppbahn Liesing in den Bahnhof Liesing und danach von Liesing auf der Kaltenleutgebner Bahn nach Rodaun transportiert.
Nach Einstellung der Straßenbahn wurde 1967 auf deren Trasse die Donauwörther Straße gebaut. Die Trasse der Kaltenleutgebner Bahn wurde an der Grenze von Perchtoldsdorf und Rodaun um einige Meter nach Süden verschoben und verläuft bei der Bahngasse dort, wo sich früher die Geleise der Straßenbahnlinie und deren Haltestelle (Ausweiche) Rodaun befanden. Wo sich der Bahnhof Rodaun der Kaltenleutgebner Bahn befand, liegt heute die Einmündung der Straße in die Hochstraße an der Wiener Landesgrenze.

### Niedergang
Bis Ende der 1940er Jahre waren Bahn und Straßenbahn die wichtigsten Verkehrsmittel für den Personenverkehr in diesem Naherholungsgebiet. So wurde erwogen, die Bahn über Sulz im Wienerwald hinaus bis nach Pressbaum auszubauen, wo sie auf die Westbahn treffen sollte. Diese Pläne wurden nicht umgesetzt.
Seit Ende der 1920er Jahre planten die Österreichischen Bundesbahnen – als Sparmaßnahme – die Einstellung der Linien Liesing–Kaltenleutgeben, Mödling–Hinterbrühl sowie Mödling–Laxenburg. Um das drohende Aus zu verhindern, sprachen die Bürgermeister der hauptbetroffenen Gemeinden am 30. November 1931 in der Generaldirektion der Bundesbahnen vor. Die bei dieser Zusammenkunft von Seiten des Verkehrsunternehmens zugesicherte Überprüfung der geplanten Maßnahmen dürfte die vorläufige Schonung der Kaltenleutgebner Bahn erbracht haben, da die beiden anderen Lokalbahnstrecken am 31. März 1932 außer Betrieb gestellt wurden.
Die stärksten Verkehrsdichten an Personenzügen dürfte der Winterfahrplan 1938/39 – bei einer Fahrzeit von 18 bis 25 Minuten verkehrten werktags 8 Züge und sonntags 18 Züge – und der Sommerfahrplan 1939 – bei einer Fahrzeit von jeweils 19 Minuten verkehrten werktags 10 Züge und sonntags 16 Züge – aufweisen. Im Fahrplan 1944 scheinen nur mehr sieben Züge bei einer Fahrzeit von jeweils 21 Minuten auf. Nach der kriegsbedingten Unterbrechung wurde Anfang Oktober 1945 der Güterverkehr, 1946 der Personenverkehr wieder aufgenommen, wobei werktags drei und sonntags ein Zug verkehrten. Im Winterfahrplan 1947/48 finden sich von Montag bis Freitag zwei Züge. In der Zeit von 1949 bis 1951 verkehrten wieder werktags sechs und sonntags sieben Züge.
An Betriebseinstellung folgte: 29. Jänner 1951 Personen-, Gepäck- und Expreßgut in Strecke Liesing–Kaltenleutgeben, für Güterverkehr in Teilstrecke Waldmühle–Kaltenleutgeben. Dauernde Einstellung des Gesamtverkehrs in Teilstrecke Waldmühle–Kaltenleutgeben ab 1. Juli 1957.
Dass die Einstellung des Personenverkehrs zumindest ab Sommer 1951 nicht mit dem Ausbleiben von fahrgeneigtem Publikum zu begründen war, vermag der ab 3. Juni des Jahres für wetterbegünstigte Sonn- und Feiertage zwischen Rodaun und Kaltenleutgeben angebotene Pendelverkehr zu beweisen. Auch Kohlemangel wurde offiziell als Grund angegeben, obwohl die Bahn seit Sommer 1950 mit Dieselloks betrieben wird.
Eine große, 20.000 bis 30.000 Besucher versprechende Skisportveranstaltung, der Abfahrtslauf Eisgrabenrennen sowie ein Torlauf, war die Ursache dafür, dass am 25. und 26. Februar 1956 der Personenverkehr aufgenommen wurde. So wurden am 25. Februar drei und am 26. Februar vier Zugpaare mit insgesamt 40 Personenwagen von Wien Südbahnhof nach Kaltenleutgeben geführt. Bemerkenswert war, dass nur Hin- und Rückfahrkarten ausgegeben wurden, deren Gültigkeit mit 26. Februar 1956 befristet war.
Der Oberbau Waldmühle–Kaltenleutgeben wurde 1959 abgetragen.
Am 19. Oktober 1979 kam es im Bahnhof Rodaun zu einem schweren Unglück, bei dem drei Bahnbedienstete den Tod fanden und fünf Personen verletzt wurden. Die Bremsen eines Zuges mit zwölf Wagen Zement Richtung Liesing hatten auf der abschüssigen Strecke versagt. Vier Wagen entgleisten im Bahnhof Rodaun und zerstörten das Bahnhofsgebäude.
Am 24. Mai 1986 lösten sich die Bremsen eines Arbeitszuges auf der Kaltenleutgebner Bahn. Der Zug rollte ungebremst in den Bahnhof Liesing, zerstörte dort eine Draisine und den Prellbock-Gleisabschluss. Die Lokomotive rollte über den hinter dem Gleisabschluss befindlichen Parkplatz, zerstörte einige abgestellte Fahrzeuge und blieb bei der Mauer am Bett des Liesingbaches stecken.
In den letzten Jahren wurde der Betrieb der Kaltenleutgebner Bahn von verschiedenen Bahnunternehmen geführt, so neben den ÖBB auch von der LTE und der GKB. Auf diese Weise kam 2004 für einige Monate die grün gestrichene Diesellok V 1100.1, die sogenannte „Leitinger-Lok“ (nach dem Unternehmen, in dessen Farben sie gehalten war) der GKB auf die Kaltenleutgebner Bahn. Sie wurde durch die rot gefärbte V 1100.2 der GKB ersetzt.
Die Bahnstrecke führt nur noch bis zur Station Waldmühle am östlichen Ende Kaltenleutgebens und diente zuletzt lediglich einer Zementfabrik zum Güterverkehr, der ab Dezember 2010 nur noch bei Bedarf stattfand und 2012 eingestellt wurde. Damit wurde die Strecke nicht mehr fahrplanmäßig genutzt. Manchmal wurden Nostalgiefahrten angeboten. Das weiterführende Gleis zum Bahnhof Kaltenleutgeben ist abgetragen. Sein Verlauf ist im Wald entlang der Dürren Liesing noch erkennbar, ebenso die Widerlager der ehemaligen kleinen Brücke kurz vor dem Bahnhof Kaltenleutgeben. Auf dem Gebiet dieses Bahnhofes befindet sich die Wohnhausanlage „Hans-Czettel-Hof“.

### Entwicklung zur Anschlussbahn

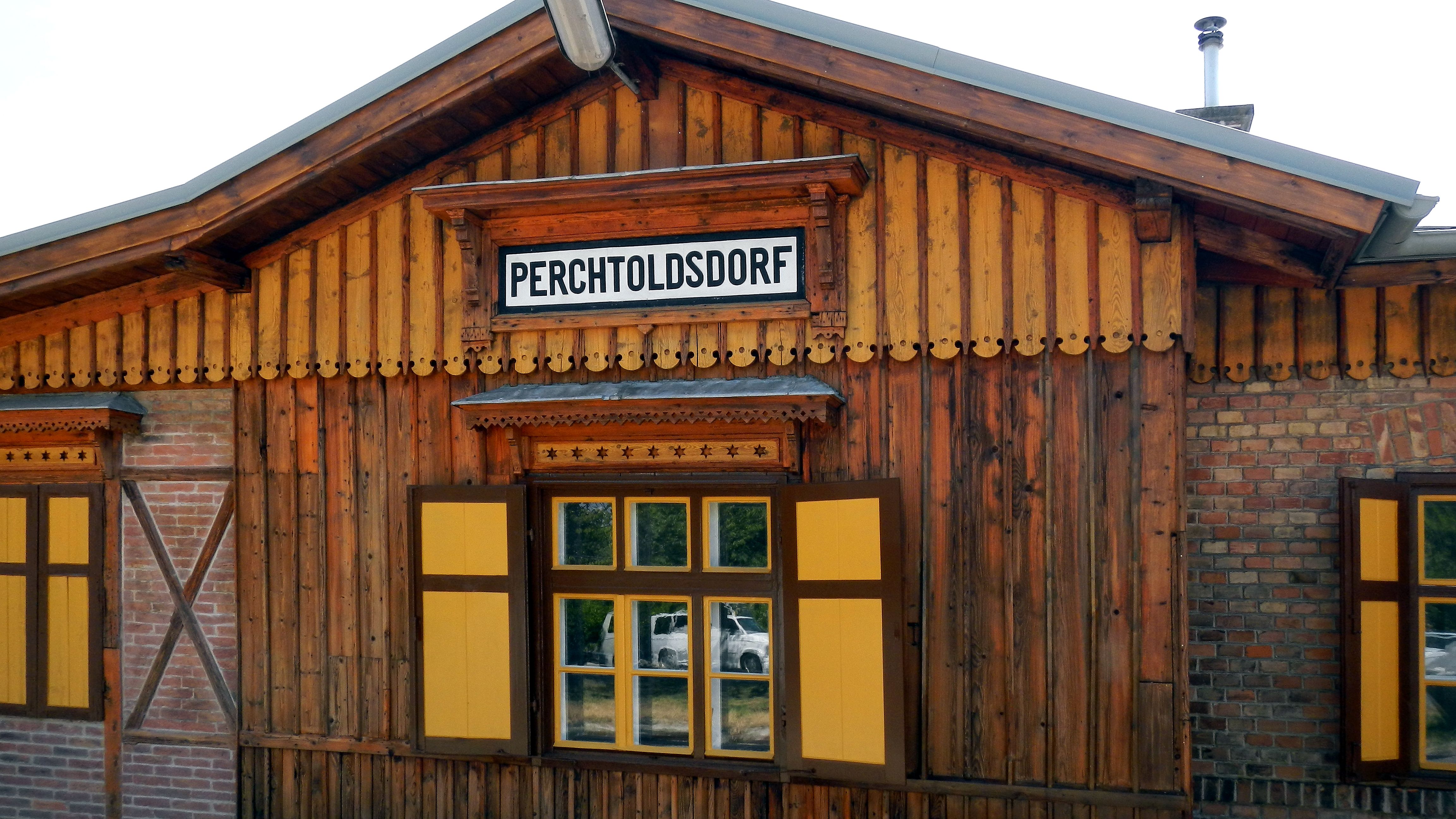
Das original erhaltene Gebäude des Bahnhofs Perchtoldsdorf wurde im August 2011 unter Denkmalschutz gestellt und 2022 renoviert.

Der Oberbau der Strecke (Schienen, Schotterbett) wurde 2008 über weite Strecken saniert, um die Strecke für die schweren Güterwagen sicher zu machen.
Von den ursprünglich fünf Stationsgebäuden ist das Bahnhofsgebäude in Perchtoldsdorf das letzte erhalten gebliebene Bauwerk der Bahn. Es wird im Dehio-Handbuch des Bundesdenkmalamtes gelistet und dort als eingeschoßiger Sichtziegelbau mit Fachwerk, Schnitzdekor und Holzveranda beschrieben. Da die ÖBB den Abbruch des Gebäudes und den Verkauf der Liegenschaft anstrebte, hat der Verein „Pro Kaltenleutgebner Bahn“ eine Petition zum Erhalt des Bauwerks gestartet. Per Bescheid vom 12. August 2011 war die Initiative von Erfolg gekrönt. Das historische Objekt wurde vom Bundesdenkmalamt unter Schutz gestellt.
Am 12. Dezember 2012 veröffentlichte die ÖBB-Infrastruktur AG als Eigentümerin die Interessentensuche zur Übergabe der Eisenbahnstrecke Liesing–Waldmühle (Strecke Nr. 1601) von km 0,000 bis rund km 5,778 (Streckenende). Diese Interessentensuche war gemäß § 28 Abs. 4 Eisenbahngesetz vorzunehmen, bevor eine dauernde Einstellung des Betriebes wegen wirtschaftlicher Unzumutbarkeit der Weiterführung der Strecke bewilligt werden konnte. Interessenten fanden sich nicht.
Mit Bescheid vom 29. Jänner 2014 wurde die Strecke danach amtlich aufgelassen. Die Gemeinden Perchtoldsdorf und Kaltenleutgeben bemühten sich um die Absicherung der Verkehrsfläche der Bahn als Schienenband. Das war erfolgreich. Im Mai 2017 wurde berichtet, dass die Strecke als Anschlussbahn weitergeführt werden könne. Als unmittelbar mögliche Nutzung wurden die Sonderfahrten des Vereins „Pro Kaltenleutgebner Bahn“ erwähnt.
Reaktivierungspläne, die einen Personenverkehr ähnlich einer Straßenbahn nach dem Vorbild der Lokalbahn Wien–Baden betrafen, wurden 2020 wieder konkreter.

## Zeitliche Entwicklung

### 1881
In den ersten Monaten des Jahres 1881 wurde der Locomotiv-Fabriksunternehmung Krauß und Comp. vom k. k. Handelsministerium bewilligt, für eine Strecke Linienwall in Wien – Hietzing – Lainz – Speising – Mauer – Liesing – Kalksburg – Rodaun – Perchtoldsdorf – Brunn a. G. – Maria-Enzersdorf – Mödling – Vorderbrühl – Hinterbrühl sowie Rodaun – Kaltenleutgeben technische Vorarbeiten zum Bau einer normalspurigen Localbahn vorzunehmen. — Gemäß jenem Projekt wäre 40 Jahre später Kaltenleutgeben Endstelle eines zur Straßenbahnlinie 360 gehörigen Streckenastes gewesen.

### 1882
Ebenfalls im Juli 1882 erteilte das k. k. Handelsministerium dem Zivilingenieur Franz Mörth die Bewilligung zur Vornahme technischer Vorarbeiten für eine von Baden bei Wien über Sattelbach und Heiligenkreuz nach Kaltenleutgeben projektierte Lokalbahn – ein Vorhaben, das bis auf die damals bereits als Teil der Straßenbahn Baden bestehende Linie Baden-Südbahnhof – Rauhenstein nie verwirklicht wurde.

### 1884
Anfang 1884 wurde von der Südbahngesellschaft ernsthaft erwogen, von der Station Kaltenleutgeben über Sulz (eventuell Dornbach) nach Heiligenkreuz, und von da über Sattelbach nach Sankt Helena zum Anschlusse an die Badener Tramway eine schmalspurige Localbahn zu errichten. Laut Anzeige der Generaldirektion der Südbahngesellschaft vom 15. Mai desselben Jahres wurde dieses Vorhaben durch die Ankündigung technischer Erhebungen weiter konkretisiert. — Gleich dem oben erwähnten Projekt Mörth wurde diese Initiative, auch wenn sie vom Bahnbetreiber selbst stammte, nie umgesetzt.

### 1899
Im Frühjahr 1899 wurden vom Eisenbahnministerium für eine Linie von Liesing über Kalksburg und Laab bis nach Tullnerbach-Preßbaum mit einer Abzweigung von Rothenstadl nach Breitenfurth Vorarbeiten bewilligt  — die zu keiner Konzession führten. Auch dem gegen Jahresende lancierten Projekt einer Bahn niederer Ordnung, die von Klosterneuburg ausgehend über Mauerbach, Purkersdorf, Klausen-Leopoldsdorf, Alland nach Weissenbach an der Triesting (Anschluss Leobersdorfer Bahn) führen sollte und deren Streckenverlauf unter anderem eine Verbindung von Klausen-Leopoldsdorf mit Kaltenleutgeben vorsah, war keine Zukunft beschieden.

### 1951
Der Personenverkehr wurde eingestellt. Die letzten Monate davor wurden statt mit Dampftraktion mit der Wehrmachtslokomotive WR 360 C 14 gefahren.

### 1956
Noch einmal verkehrten Personensonderzüge als Skiexpress zum Eisgraben Wienerblick-Rennen in Kaltenleutgeben. Zu dem Skirennen kommen Stars wie Thea Hochleitner, Trude Klecker, Anderl Molterer, Othmar Schneider, Ernst Hinterseer und Hias Leitner. Seitdem besteht kein regulärer Personenverkehr mehr.

### 1959
Die letzten 1,2 Kilometer Schienen wurden rückgebaut.

### 1979
Am 19. Oktober 1979 ereignete sich im Bereich des Bahnhofs Rodaun ein schweres Zugsunglück welches drei Tote (Zugbegleitmannschaft) und vier Schwerverletzte forderte. Der vom Bahnhof Waldmühle kommende Güterzug 72030 wurde von der 2067.89 gezogen und bestand aus zwei gedeckten Güterwagen (Glms), acht Staubkesselwagen (2× Uc & 6× Uacs) sowie einem Dienstwagen (Dhgso) in folgender Zusammenstellung:
- 2067.89
- Glms 01 88 1355 062-3
- Glms 01 88 1355 768-2
- Uacs 31 81 930 7910-6
- Uacs 31 81 930 8889-1
- Uacs 31 81 930 7901-5
- Uacs 31 81 930 6805-9
- Uacs 31 81 930 6995-8
- Dghso 78079
- Uc 21 81 900 7844-2
- Uc 21 81 900 7838-4
- Uacs 31 81 930 8803-2

Im Gefälleabschnitt hinter dem Bahnhof Waldmühle stellte der Lokführer keine Wirkung der indirekten Bremse fest, wodurch der Zug, trotz eingeschalteter Lokbremse, nach einiger Zeit anstelle der zulässigen Geschwindigkeit von 25 km/h mehr als doppelt so schnell unterwegs war.
Bei zwei Wagen des Zuges war durch entsprechende Aufkleber an den Wagen bereits bekannt, dass deren Bremsen unbrauchbar waren, dies wäre aber noch zulässig gewesen, allerdings nur bei besonders genauer Einhaltung der Vorschriften über den Umgang mit solchen Situationen (Bremsproben etc.).
Unmittelbar bei der Einfahrt in den Bahnhof Rodaun bei km 2,759 entgleisten die letzten vier Wagen bei einer Geschwindigkeit von ca. 60 km/h. Die beiden zweiachsigen Staubkesselwagen rissen sich vom Dienstwagen los, stürzten um und zerstörten das Bahnhofsgebäude, das später durch ein Schrankenwärterhaus ersetzt wurde. Der vierachsige Staubkesselwagen am Zugschluss überholte die beiden Wagen um 30 Meter und kollidierte am Magazingleis mit einem Rungenwagen, wodurch das Gütermazin zum Einsturz gebracht wurde. Der Dienstwagen wurde im umgestürzten Zustand einige Meter weiter geschleppt, wodurch der Aufbau zur Gänze zerstört wurde, und entkuppelte sich schließlich auf Höhe des Ladekrans der Firma Gräf & Stift. Der vordere Zugteil fuhr bis zum Bahnhof Liesing durch und kam kurz nach dem Aufnahmsgebäude zum Stehen.

### 2000er
Es wird diskutiert, auch den Personenverkehr auf der Kaltenleutgebner Bahn wieder aufzunehmen, da die Straße durch Rodaun nach Kaltenleutgeben sehr eng und verkehrsreich ist. Dazu müssten aber die seit langem abgetragenen Einrichtungen für Fahrgäste wie Haltestellen, Bahnsteige, Übergänge usw. nach den aktuellen Anforderungen (höhere Bahnsteigkanten usw.) neu gebaut werden.
Die Verlängerung des Schnellbahnbetriebes vom Bahnhof Liesing nach Rodaun wurde in einer Projektarbeit an der Technischen Universität Wien untersucht. Diese Arbeit kommt zu dem Schluss, dass der Ausbau der Strecke aus Kostengründen nicht empfehlenswert ist. Argumente sind u. a. die geringe Zahl von Einwohnern im Einzugsgebiet der Bahn sowie der notwendige völlige Neubau der Strecke inklusive Bahnsteigen und Elektrifizierung. Günstiger erscheint eine Buslinie oder die Verlängerung der Straßenbahnlinie 60 der Wiener Linien.

### 2010
Der Verein Pro Kaltenleutgebnerbahn präsentiert eine Studie zu Nutzungsmöglichkeiten der Kaltenleutgebnerbahn für den Personenverkehr von Herbert Seelmann. In dieser werden positive Aspekte der Bahn herausgestrichen, da die Straßenkapazitäten durch die Beengtheit des Gebietes schon sehr eingeschränkt sind. Der Studienautor schlägt nach Vergleich der verschiedenen möglichen Betriebsarten eine Light-Rail Variante vor. Diese könnte auf der Strecke mit zusätzlichen Halten punkten und wäre zukünftig auch als Straßenbahn in Richtung Zentrum Perchtoldsdorfs und auf der ehemaligen Linie 360 in Richtung Mödling verlängerbar. Obwohl der Großteil des Oberbaus saniert wurde, schlägt der Autor aber eine Streckensanierung vor. Theoretisch wäre aber ein Betrieb mit Dieselfahrzeugen (nach Errichtung von Bahnsteigen) sofort realisierbar.

### 2012

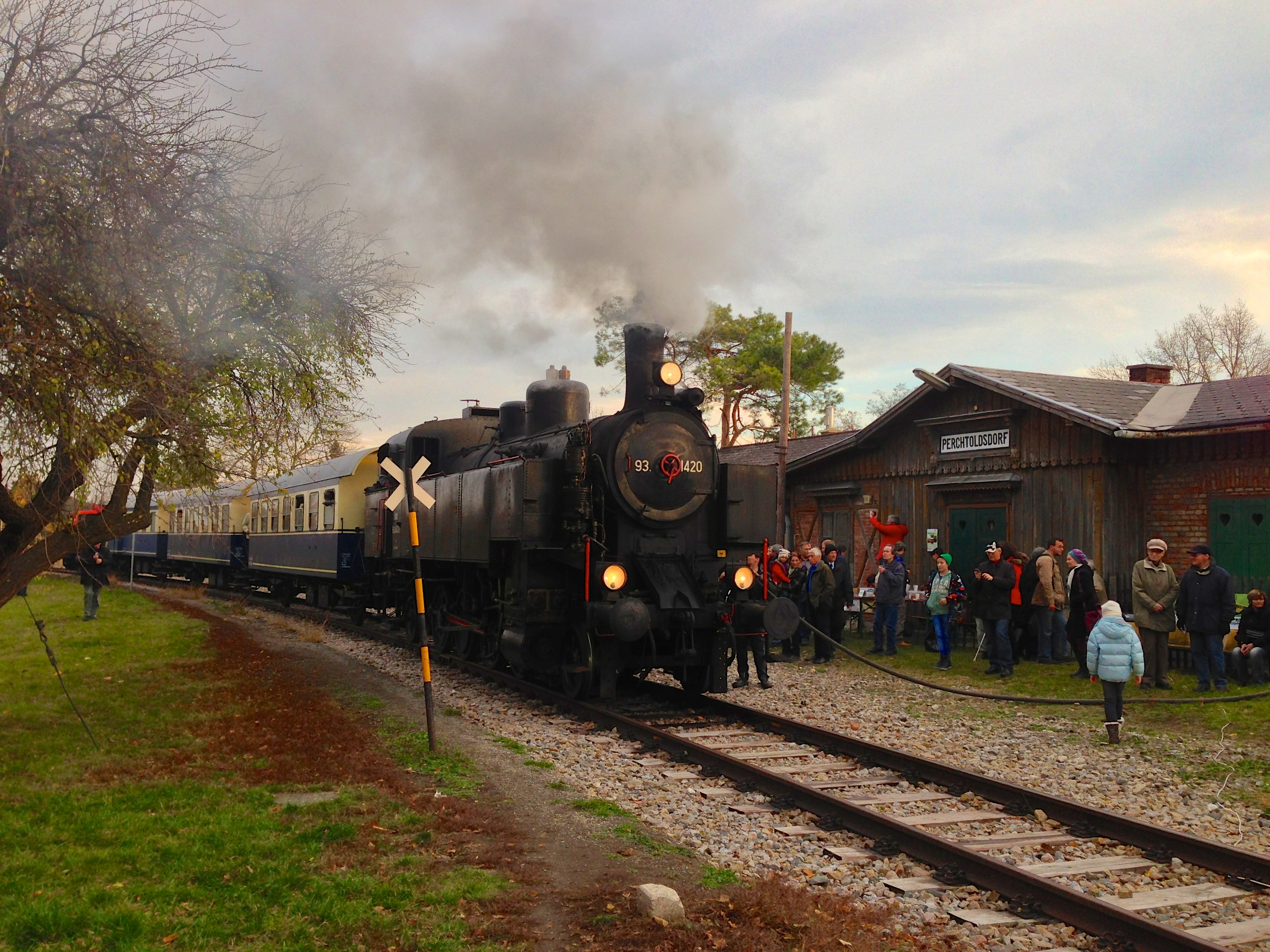
Nostalgiezug mit Lok der Reihe 93 im Bahnhof Perchtoldsdorf

Da der Verein Pro Kaltenleutgebnerbahn weiterhin eine Wiederinbetriebnahme anstrebt, fand am 17. Juni 2012 ein Probebetriebstag statt, an dem ein Triebwagen der Raaberbahn AG zwischen dem Bahnhof Wien Meidling und der ehemaligen Endstation Waldmühle Personenverkehr  offerierte.

### 2013
In einem an Politiker in Wien und Niederösterreich gerichteten Schreiben vom 22. Februar 2013 präsentierte die Bürgerinitiative „Kalksburg – Ein Dorf kommt unter die Räder“ als Lösungen von länderübergreifenden Pendler- und Umweltproblemen Wiens und Niederösterreichs die Verlängerung der Kaltenleutgebner Bahn nach Breitenfurt, Raum Laaber Spitz, durch einen Bahn-Tunnel, die Errichtung neuer und Reaktivierung alter Stationen sowie den Bau zweier Park-and-ride-Anlagen. Im Hinblick auf die erforderlichen Finanzen stützte die Initiative ihren Vorschlag auf die Aussage von Bundesverkehrsministerin Doris Bures, dass es von 2014 bis 2020 einen EU-Geldregen für den Bau von Bahn-Tunneln geben würde.
Im Mai 2013 lieferte eine vom Verkehrsverbund Ost-Region in Auftrag gegebene Studie als Ergebnis, dass die Wiederaufnahme eines Bahnbetriebes in unterschiedlichen Varianten auf Grund der hohen Investitionskosten bei vergleichsweise niedrigem Fahrgastpotenzial nicht vertretbar sei.
2013 wurden an mehreren Tagen Züge mit Spantenwagen und Dampf- bzw. Dieselloks zwischen Liesing und Waldmühle geführt.

### 2014
2014 fanden keine Sonderfahrten auf der Kaltenleutgebner Bahn statt.

### 2015
Anfang des Jahres übernimmt die Gemeinde Perchtoldsdorf die Trasse in ihrer gesamten Länge in Pacht (Pachtzins 5.500 Euro pro Jahr) und hat die Kaufoption für 2017 um einen Preis von 85.000 Euro. Die Gleisanlagen sollen erhalten bleiben, sodass bis auf weiteres die Museumsfahrten wieder möglich sind, allerdings war zu Beginn 2015 eine Wiederaufnahme des vollen Bahnbetriebes wegen der hohen Investitionskosten nicht beabsichtigt. Die Pachtung hat das Ziel, das Verkehrsband als Gleisweg zu erhalten, als mögliche Nutzung werden für die nächste Zeit die Sonderfahrten erwähnt. Falls es zu dem geplanten Projekt Tram on demand kommt, wird die Infrastruktur dafür zur Verfügung gestellt.

### 2017
Die Strecke wurde rechtskräftig im Mai 2017 als Anschlussbahn anerkannt, sie wurde mit den Eröffnungssonderfahrten am 3. September 2017 für Sonderzüge wiedereröffnet. Die Gemeinde Perchtoldsdorf hatte die Trasse der Bahn erworben und hat die Absicht, die Grundstücke als Verkehrsband zu erhalten und damit alle Zukunftschancen zu wahren. Dies nicht zuletzt vor dem Hintergrund, dass die Abtragung der durch das Ortsgebiet führenden Straßenbahnlinie 360 nach dem Jahr 1967 im Jahr 2017 als schwerer Fehler betrachtet wird, der bei der Kaltenleutgebener Bahn nicht wiederholt werden dürfe. Mit einer Aufnahme des Regelbetriebes wurde allerdings nach damaliger Sicht nicht gerechnet.

### 2020
Im Zusammenhang mit Neubauplänen von Wohnhausanlagen im Bereich Rodaun-Waldmühle wird seit 2019/20 von der Stadt Wien wieder eine Reaktivierung der Strecke und die Übernahme durch die Wiener Lokalbahnen überlegt.

### 2023

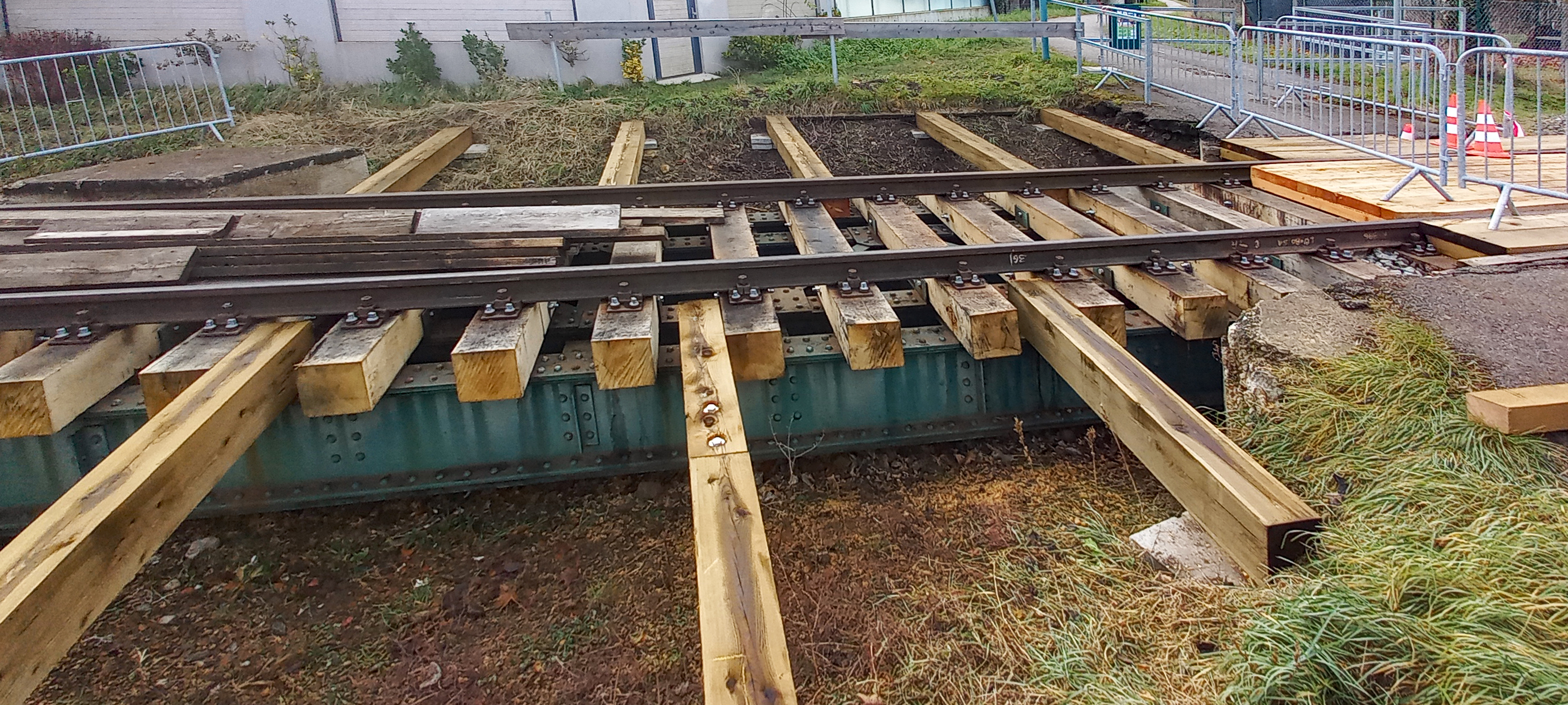
Sanierung der Brücke über die Hochquellwasserleitung 2024

Die Strecke ist zwischen Liesing und Perchtoldsdorf befahrbar und wird auch genutzt. Westlich von Perchtoldsdorf verhindert der Zustand folgender Brücken die Streckennutzung:
- Brücke über die Hochquellwasserleitung, diese Brücke wurde 2024 saniert.
- Brücken über die Liesing bei der Sonnberggasse, diese zwei Brücken werden 2025/2026 saniert.[75]

### 2025
Die Strecke von Perchtoldsdorf nach Waldmühle ist seit 2024 nicht befahrbar - wegen morscher Schwellen auf den beiden Brücken über die Dürre Liesing. Der Verein Kaltenleutgebner Bahn will sie jetzt wieder betriebsfähig machen.

## Bilder

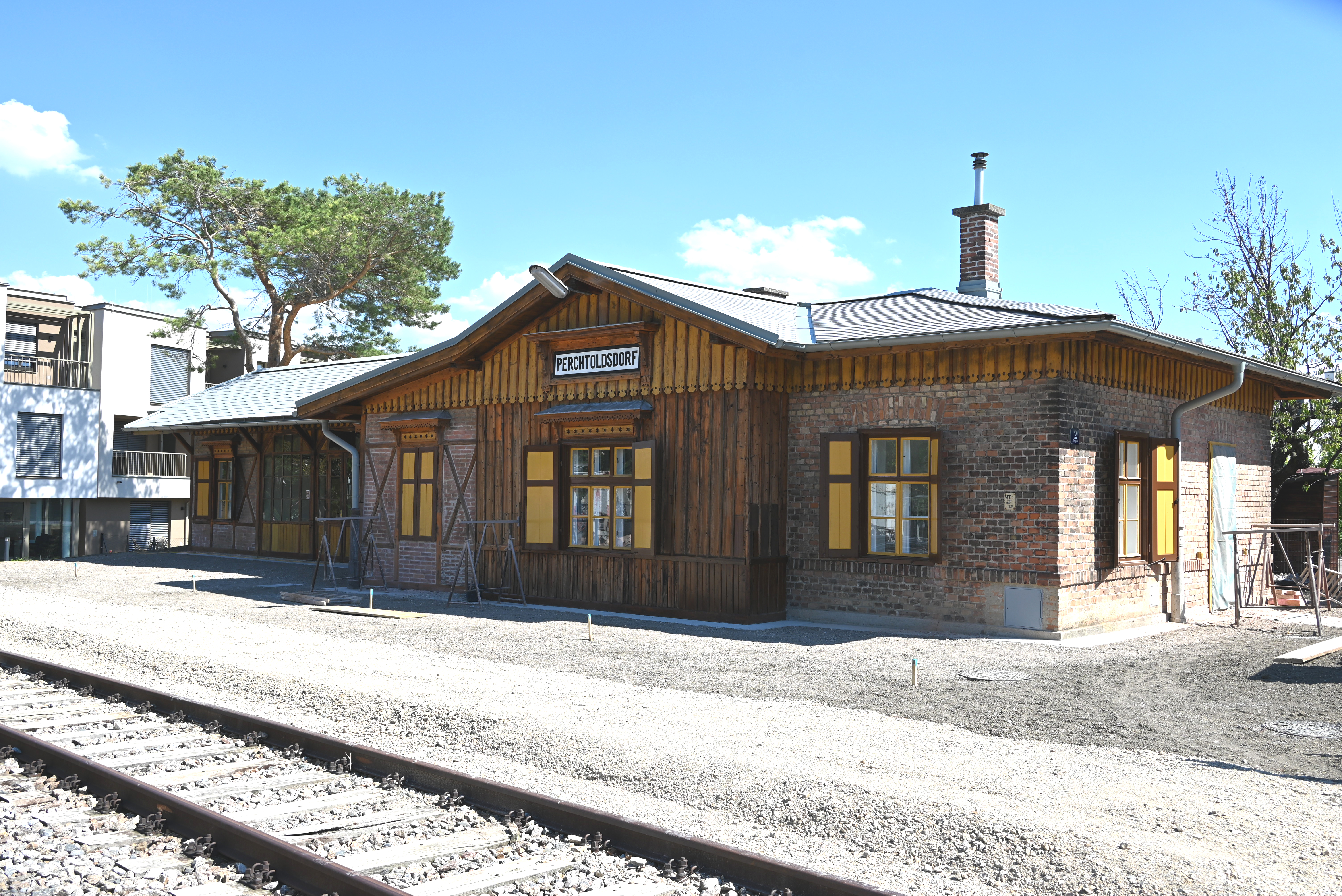
Das Bahnhofsgebäude von Perchtoldsdorf
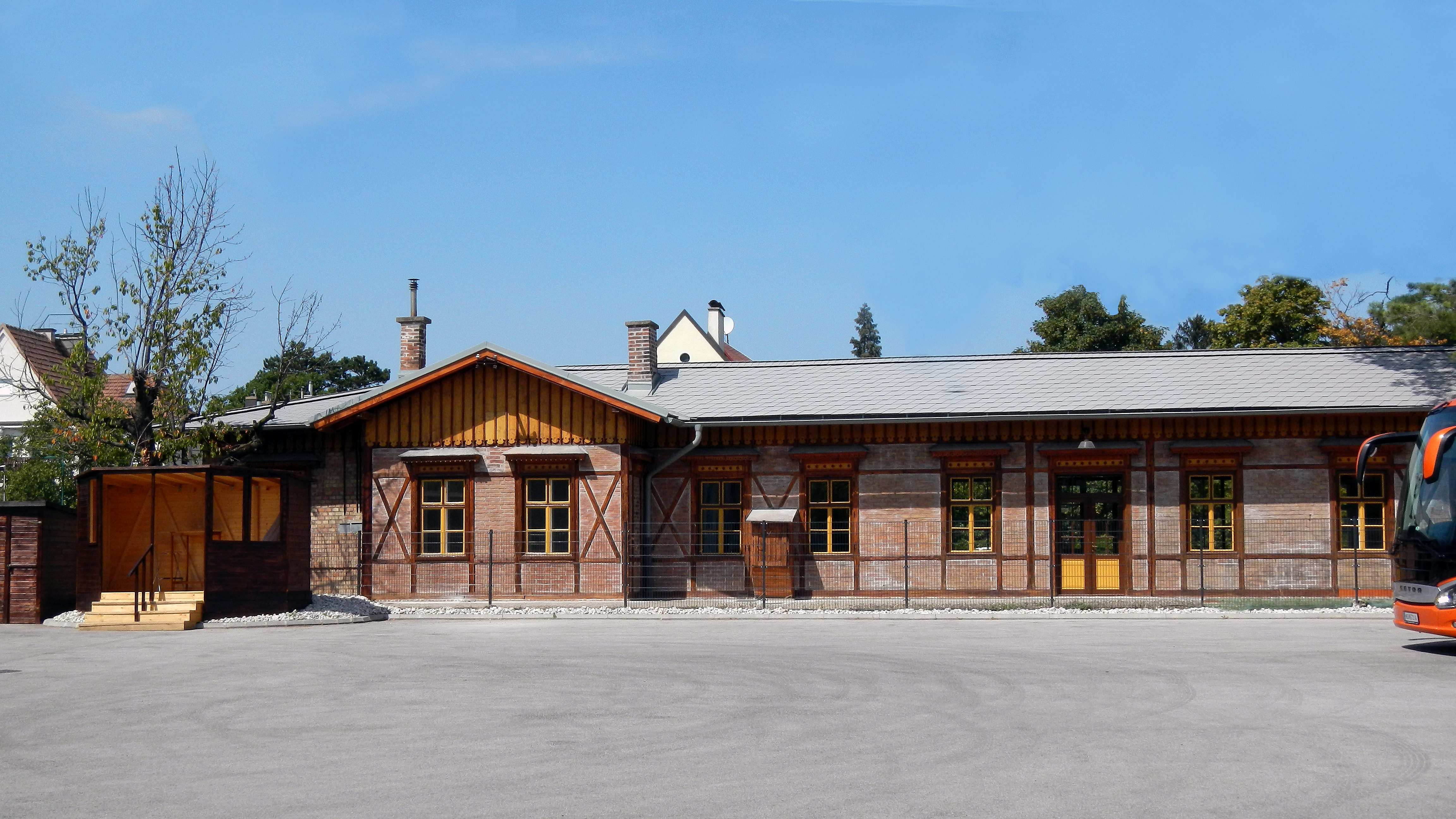
Südfront des Bahnhofes Perchtoldsdorf
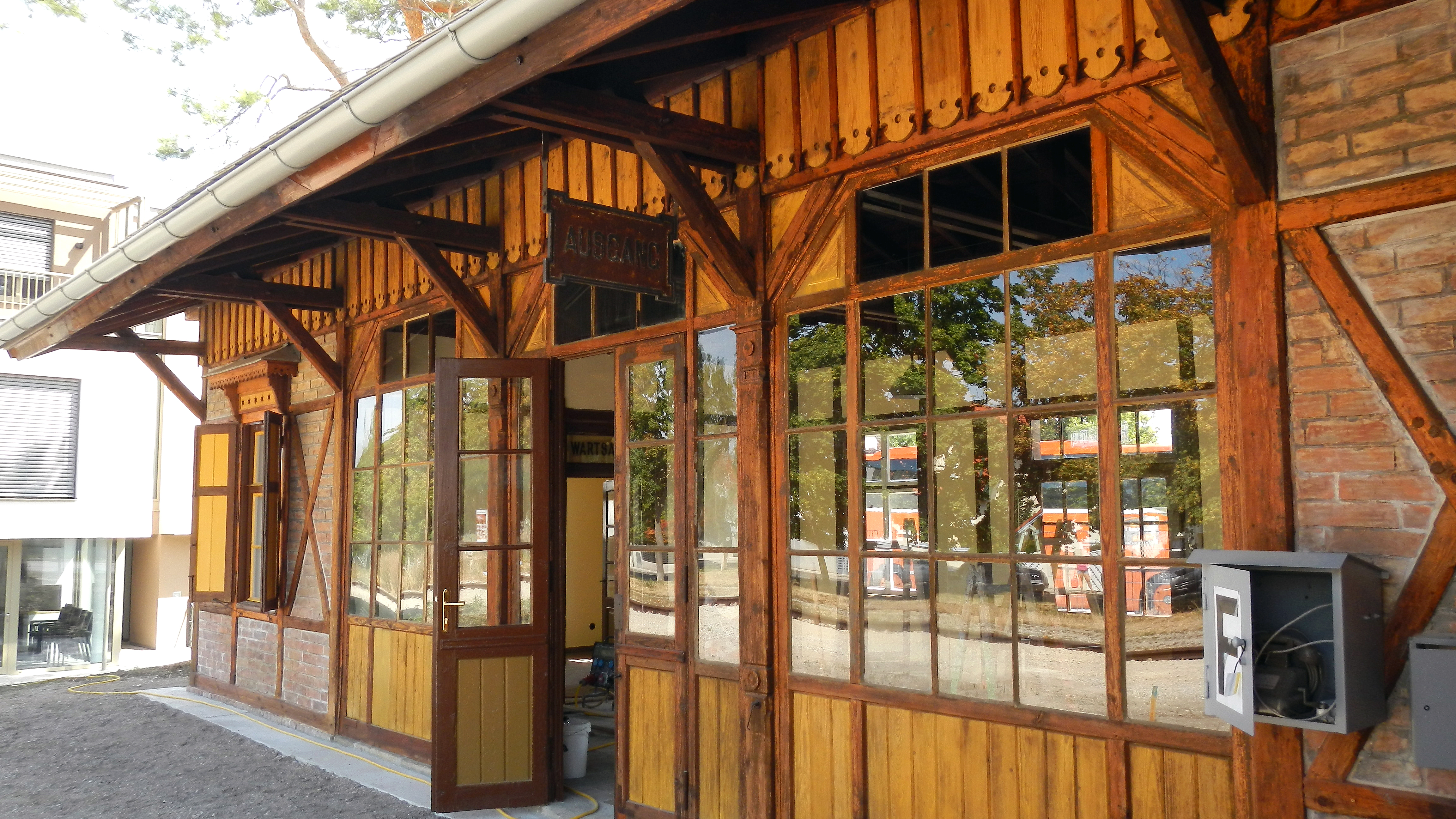
Bahnhofshalle mit Wartesaaleingang
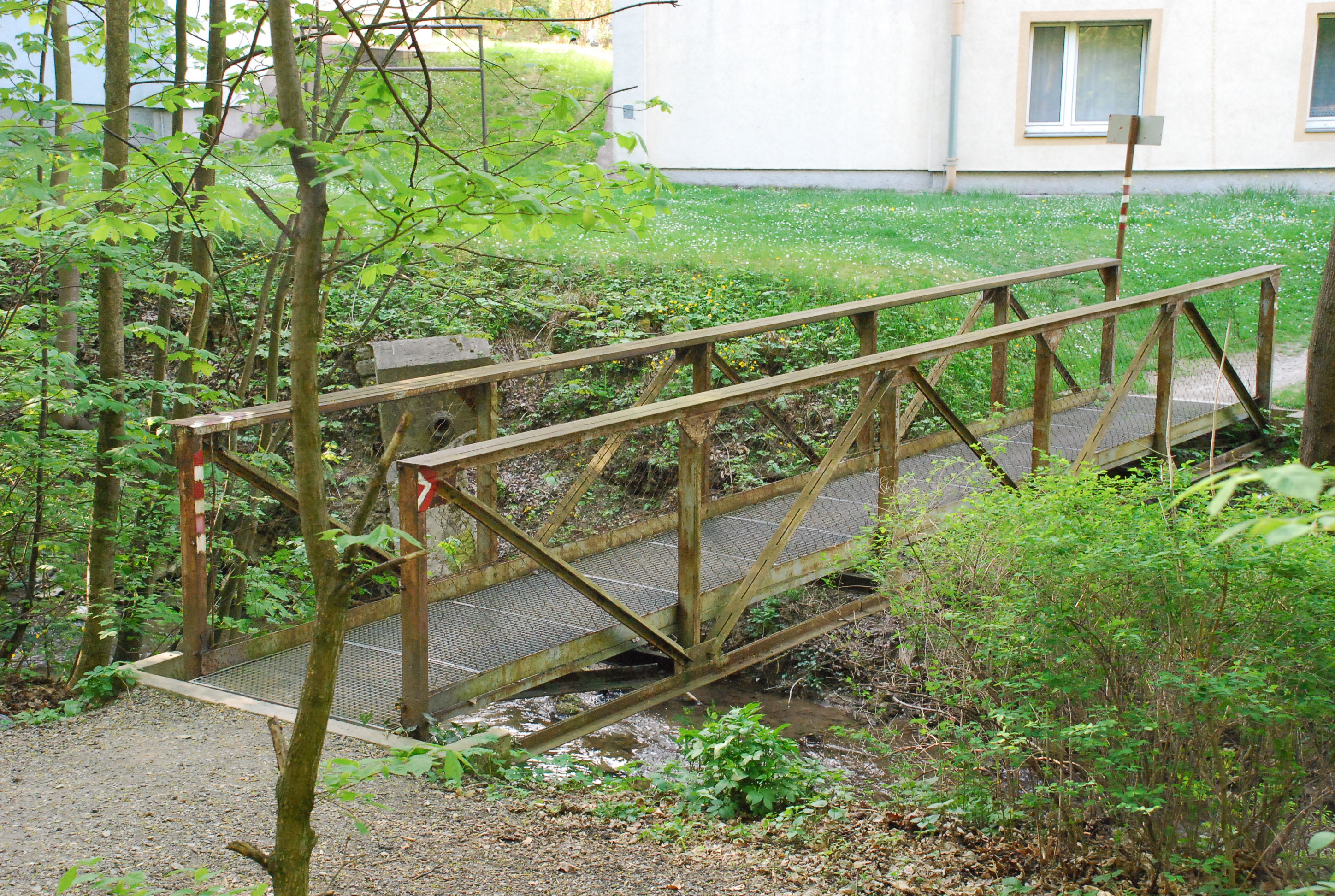
Der Bahnbau erforderte die Neuanlage von Wegen und den Neubau von Brücken wie jener zur Prießnitzquelle
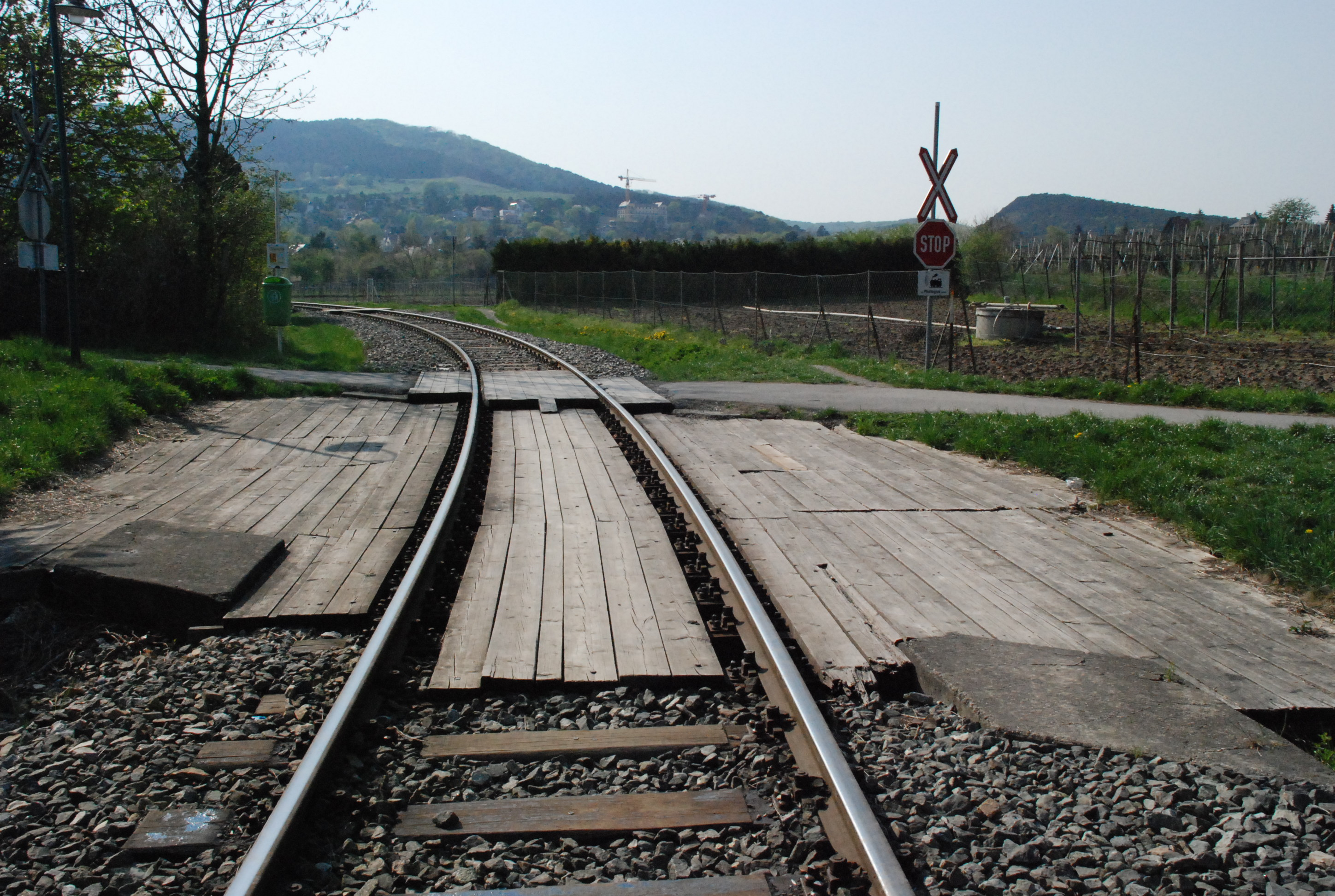
Unter den Holzdielen verbirgt sich die Brücke über die I. Wiener Hochquellenwasserleitung
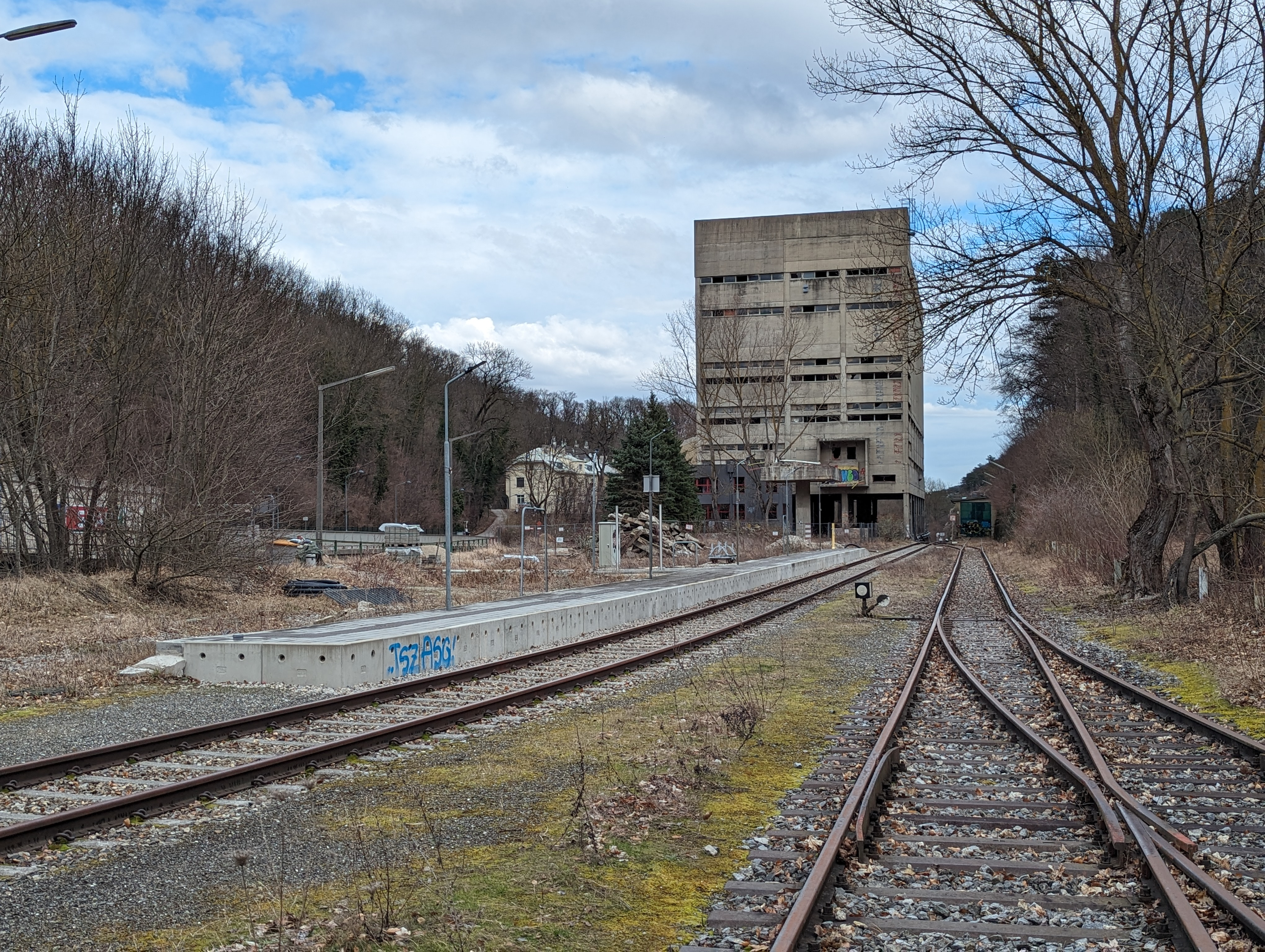
Nicht genutzte Endhaltestelle „Waldmühle“
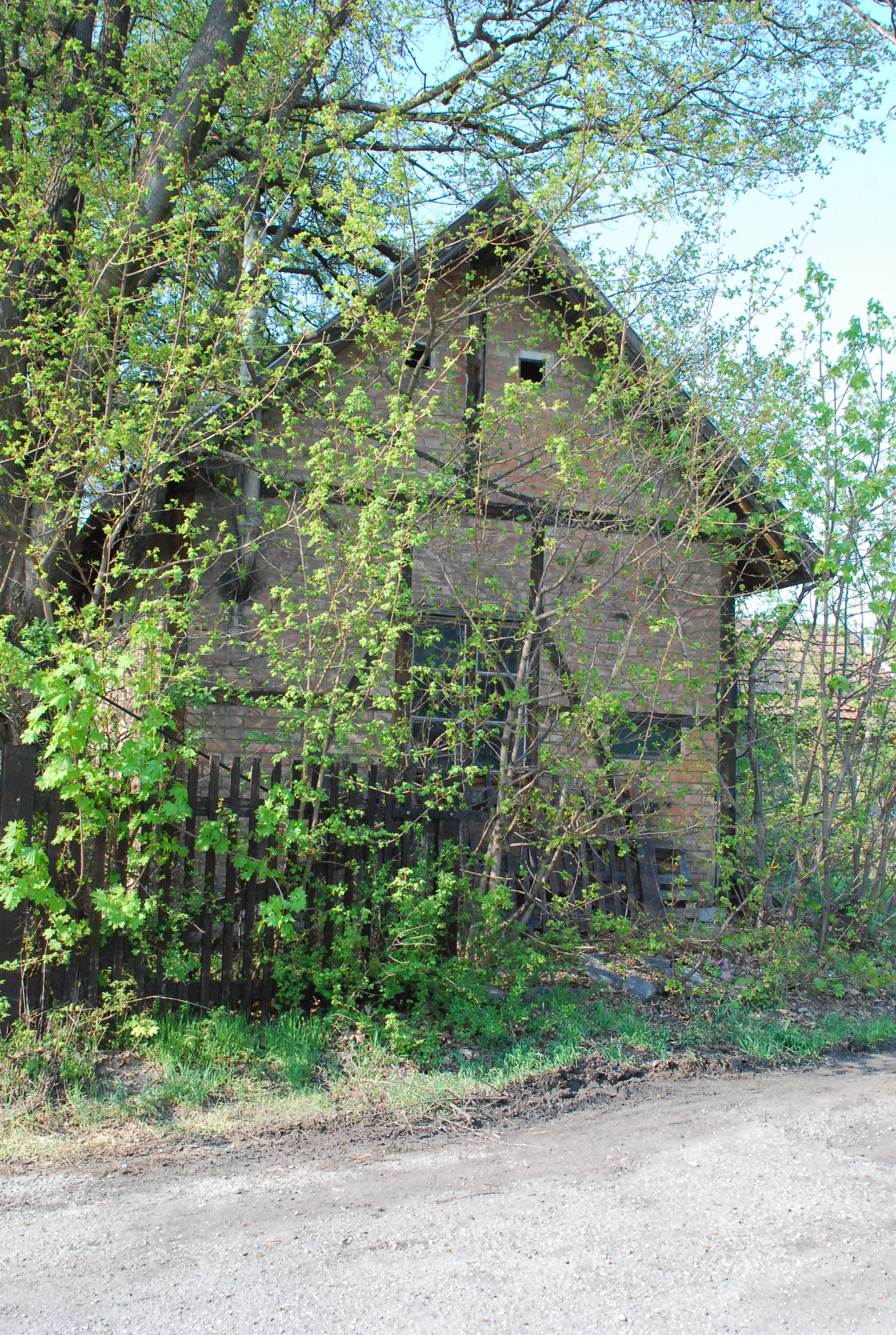
Vor 2022 abgetragenes Nebengebäude in der üblichen Fachwerkbauweise
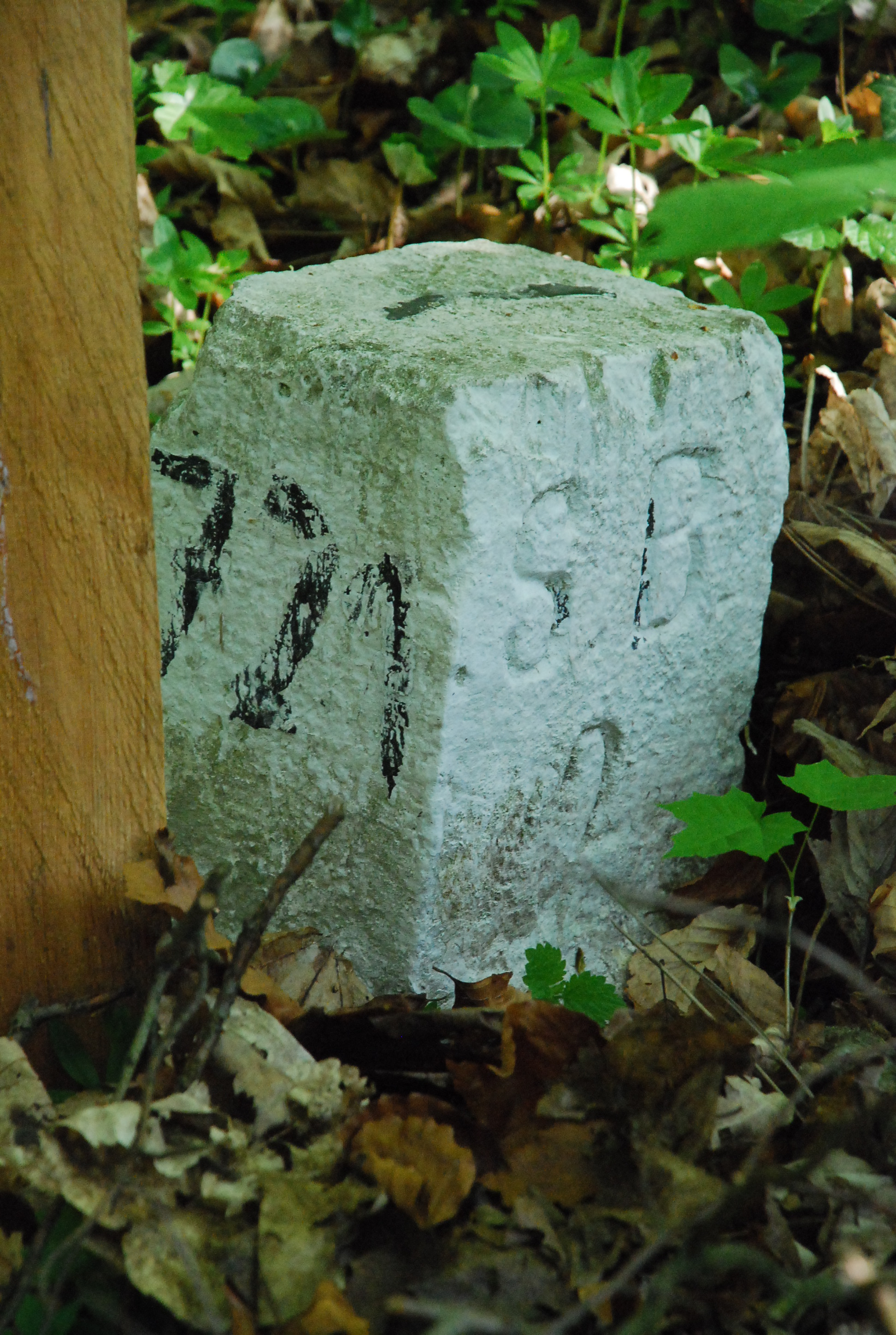
Grenzstein der Trasse mit den Initialen „SB“ der Südbahngesellschaft
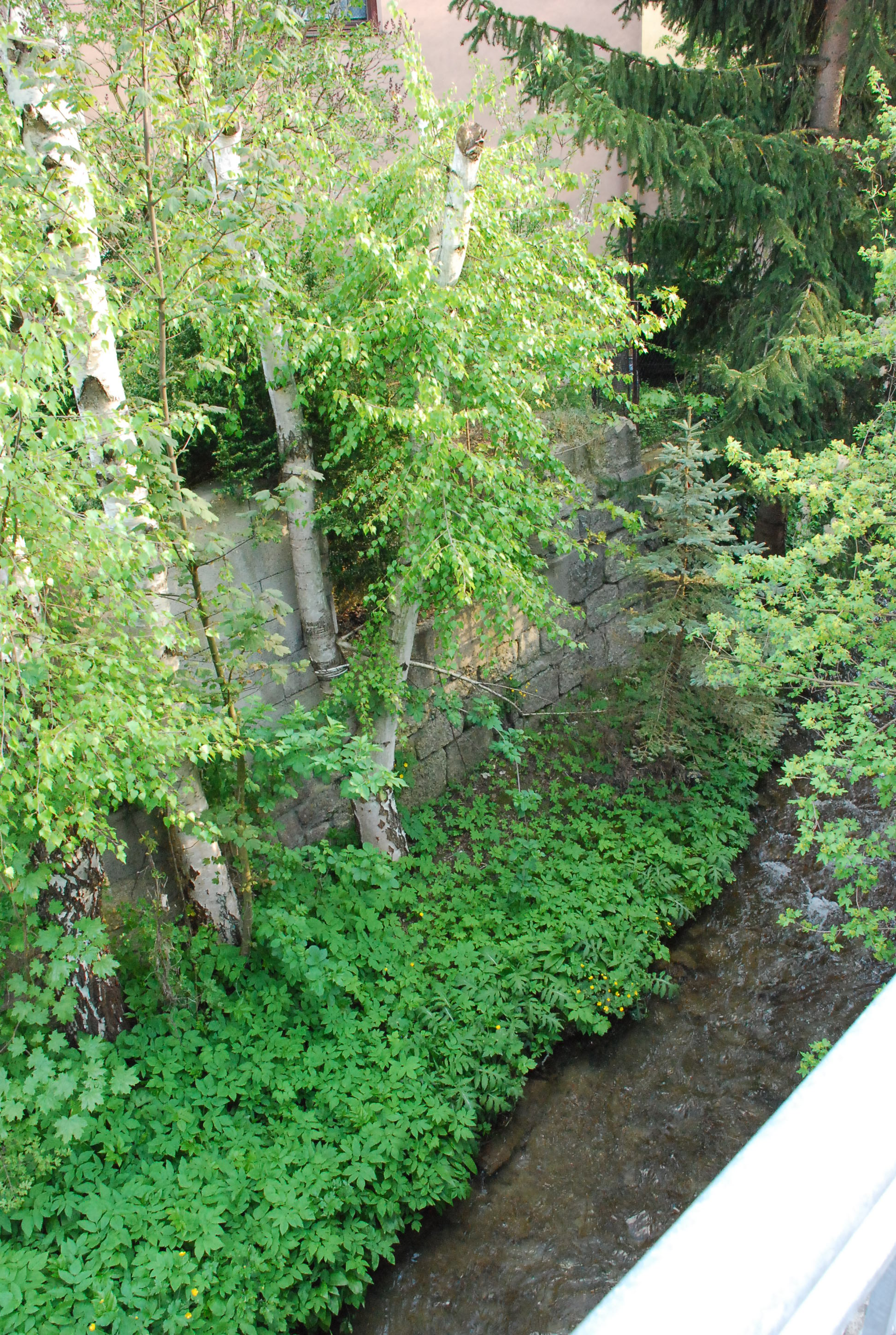
Die Widerlager der Brücke über die Dürre Liesing kurz vor dem ehemaligen Endbahnhof
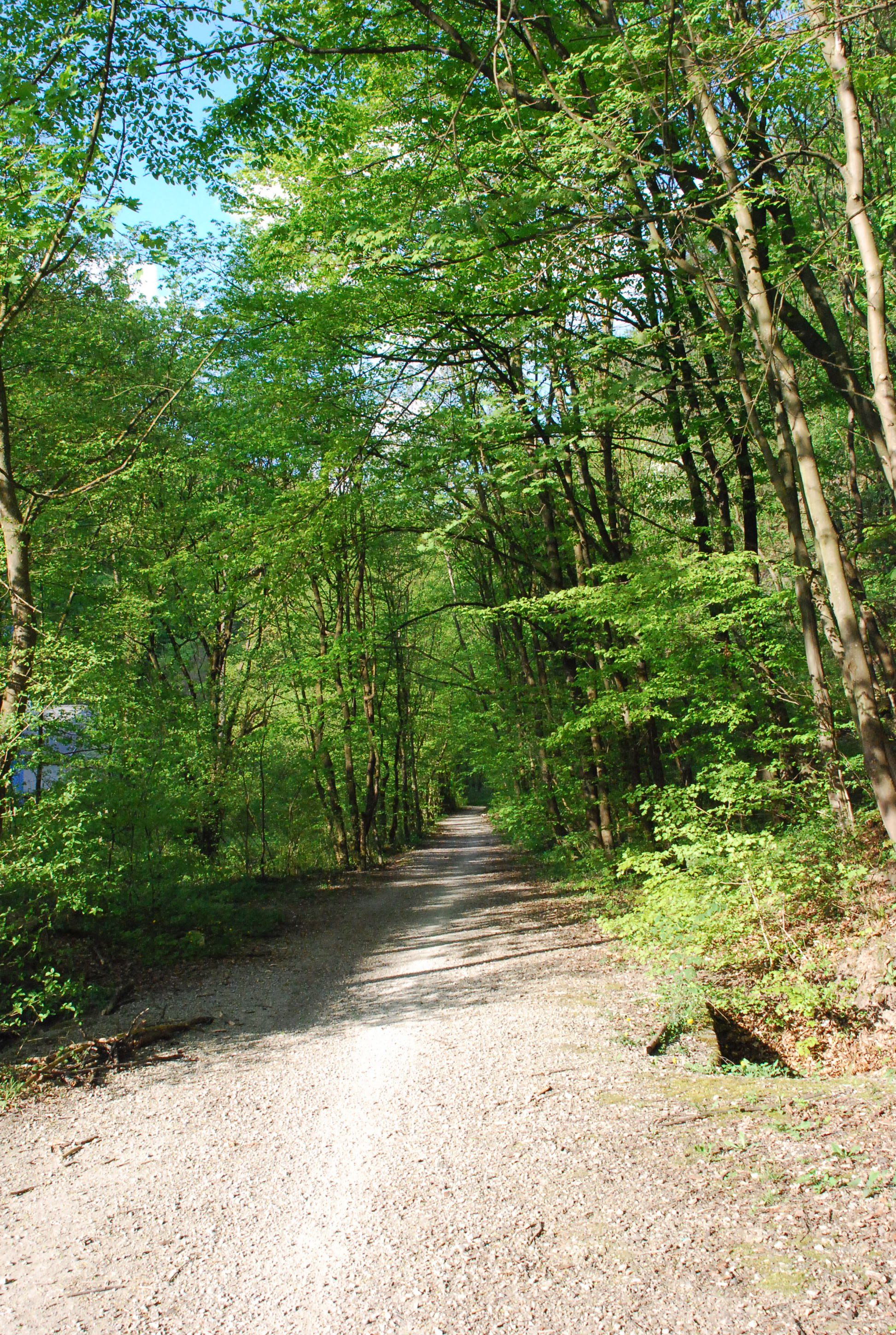
Die Trasse in Kaltenleutgeben wurde ein Wanderweg (hier: am Aufgang zum Teufelstein)

## Rezeption bei Mark Twain
Der US-amerikanische Schriftsteller Mark Twain (1835–1910) hielt sich vom 28. September 1897 bis zum 27. Mai 1899 im Raum Wien auf. Ab 20. Mai 1898 bezog er für fünf Monate Sommerquartier in Kaltenleutgeben (Villa Paulhof, Karlsgasse 3) und benutzte die Bahn häufig um von Kaltenleutgeben aus nach Wien zu fahren.
Eine konkrete Erwähnung der Kaltenleutgebner Bahn findet sich in Twains Autobiographie (Mark Twain's Autobiography) im Beitrag A Viennese Procession, geschrieben am 26. Juni 1898 in Kaltenleutgeben. Hier erwähnt er Unzuverlässigkeit und Verspätung der Bahn. Weiters  wird ihm der Satz zugeschrieben:

„diese Nebenbahn gehört zu den langsamsten Eisenbahnen der Welt, weil sie ständig nur bergauf fährt“